# Кошмари на Елм Стрийт 2: Отмъщението на Фреди
„Кошмари на Елм Стрийт 2: Отмъщението на Фреди“ (на английски: A Nightmare on Elm Street 2: Freddy's Revenge) е американски слашър филм на ужасите от 1985 г.

## Сюжет
Внимание:  Текстът по-долу разкрива сюжета на произведението (или части от него)!
Ново семейство се нанася във фаталната къща в Спрингууд, щата Охайо. Синът им Джеси започва да сънува кошмари. В един от тях Фреди Крюгер му казва да започне да убива за него.

## Актьорски състав
- Марк Патън – Джеси Уолш
- Робърт Енглънд - Фреди Крюгер
- Ким Майърс – Лиза Уебър
- Робърт Ръслър – Рон Грейди
- Клю Гълагър – Кен Уолш
- Хоуп Ленг – Черил Уолш
- Кристи Кларк – Анджела Уолш
- Маршал Бел – треньор Шнайдер
- Том Макфадън – Еди Уебър
- Сидни Уолш – Кери